# چارلز مکینتاش
چارلز مکینتاش (انگلیسی: Charles Macintosh) شیمیدان و مخترع اسکاتلندی بود. او به خاطر اختراع پارچهٔ ضدآب مشهور است و نام بارانی مکینتاش از اسم او گرفته شده است.